# Березовский сельский совет (Глуховский район)
Березовский сельский совет (укр. Березівська сільська рада) — входит в состав
Глуховского района
Сумской области
Украины.
Административный центр сельского совета — 
с. Береза
.

## Населённые пункты совета
- с. Береза